# Brasserie Saint-Monon
Brasserie Saint-Monon is een Belgische brouwerij te Ambly (Nassogne) in de provincie Luxemburg. Soms werd de brouwerij als Brasserie d' Ambly vermeld.

## Geschiedenis
Deze familiale brouwerij werd opgericht in een boerderij in 1996 door Pierre Jacob. Hij was toen de jongste brouwer in Wallonië. De naam van de brouwerij verwijst naar de heilige Monon. Dit was een kluizenaar van Schotse afkomst die rond 600 in de Ardennen kwam leven. Hij stierf in Nassogne. In 2007-2008 werd de brouwinstallatie uitgebreid met een brouwketel van 20 hl en einde 2008 werd een extra opslagcapaciteit van 500 m² in gebruik genomen.

## Bieren
- La Saint-Monon au Miel, tripel, 8%
- La Saint-Monon Ambrée, 6,5%
- La Saint-Monon Brune, 7,5%
- La "Sans Grade", Ambrée, 6,5%
- Mix Hop, dry hopping, 6,5%